# Święcica Mała
Święcica Mała (alt. Świentyca Mała) – dawna kolonia na Białorusi, w obwodzie grodzieńskim, w rejonie świsłockim, w sielsowiecie Werdomicze. Leżała około 600 m na północ od Wielkiego Sioła.
Dawny folwark dóbr Święcicy Wielkiej. W dwudziestoleciu międzywojennym miejscowość leżała w Polsce, w województwie białostockim, w powiecie wołkowyskim, w gminie Mścibów. 16 października 1933 utworzyła gromadę w gminie Mścibów. Po II wojnie światowej weszła w struktury ZSRR.
Obecnie po kolonii nie pozostało nic.